# Furusundsfjärden
Furusundsfjärden este o arie protejată (arie specială de conservare — SAC, sit de importanță comunitară — SCI) din Suedia întinsă pe o suprafață de 372,8 ha, integral pe uscat.

## Localizare
Centrul sitului Furusundsfjärden este situat la coordonatele 59°41′30″N 18°56′26″E / 59.6917°N 18.9406°E.

## Înființare
Situl Furusundsfjärden a fost declarat sit de importanță comunitară în decembrie 1998 pentru a proteja 1 specie de animale. Situl a fost protejat și ca arie specială de conservare în martie 2011.

## Biodiversitate
Situată în ecoregiunile boreală și marină baltică, aria protejată conține 2 habitate naturale: Păduri caducifoliate bătrâne naturale hemiboreale fino-scandinave (Quercus, Tilia, Acer, Fraxinus sau Ulmus) bogate în specii epifite, Recifuri.
La baza desemnării sitului se află o specie protejată de  nevertebrate: Vertigo angustior.